# 長州小力
长州小力（本名為久保田和辉，1972年2月5日—，东京都杉並区出身），因模仿日本职业摔角選手长州力而成名，是西口プロレス事务所旗下的喜劇演員。

## 其他
- 年轻的时候曾向杰尼斯事务所递交自己的履历，这件事為人熟知（从偶像变成搞笑艺人不知道他自己是否满意）。
- 因为有踢足球的经验，现在是avex女子足球队“TEAM dream”的教练。

## 関連項目
- 西口プロレス
- KID
- 賀川照子
- HINOIチーム
- 長州中力
- 金本知憲

## 外部連結
- 長州小力 公式ブログ （页面存档备份，存于） （日語）
- 小力のなが〜い話（オフィシャルblog） （页面存档备份，存于） （日語）
- 長州小力的Instagram帳戶 （日語）